# فتح المجيد شرح كتاب التوحيد
فتح المجيد شرح كتاب التوحيد هو أحد كتب العقيدة، ألفه عبد الرحمن بن حسن بن محمد بن عبد الوهاب بن سليمان التميمي (ت: 1285 هـ). يقوم المؤلف بشرح كتاب التوحيد لمحمد بن عبد الوهاب والذي بين فيه التوحيد وفضله، وما ينافيه من الشرك الأكبر، أو ينافي كماله الواجب من الشرك الأصغر والبدع. قام عدد من المحققين بتحقيق الكتاب وهم: عبد القادر الأرناؤوط والوليد بن عبد الرحمن آل فريان وأشرف بن عبد المقصود. وفي طبعة مؤسسة قرطبة قام عبد العزيز بن باز بإضافة تعليقات وتنبيهات على متن الكتاب.